# Juliana Veiga
Juliana Veiga é uma ex-atleta de snowboard, apresentadora e locutora do Brasil.
Uma das vozes do metrô de São Paulo, Juliana é pentacampeã brasileira de snowboard, esporte que ela praticou durante 8 anos. Em 2004, aos 23 anos, se aposentou do esporte após sofrer um grave acidente. Ela disputava uma prova de snowboard, em Chapelco (Argentina). Durante uma subida, ela caiu na neve. Um erro na construção da rampa, segundo ela, provocou a queda e uma luxação no braço.
Como apresentadora, ela é conhecida por, desde 2012, ser âncora de um dois principais jornais da ESPN Brasil: o SportsCenter. Antes de chegar à ESPN Brasil, ela teve passagens pelo SporTV (apresentou o programa Na Neve) e pelo canal BandSports/TV Bandeirantes.
Como locutora, ela foi a “voz” de campanhas para marcas como Hipoglós, Delícia, Vasenol, Clear, Rexona e Jontex, e atualmente é a voz do metrô de São Paulo.

## Filmografia
Televisão
| Ano         | Emissora de TV | Programa           | Cargo/Papel   | Ref.  |
| ----------- | -------------- | ------------------ | ------------- | ----- |
| 2001        | SporTV         | Na Neve            | Apresentadora | [ 6 ] |
| 2002-2007   | BandSports     | BandSports News    | Apresentadora | [ 7 ] |
| 2002-2007   | BandSports     | Esporte Total      | Apresentadora | [ 7 ] |
| 2012 - 2019 | ESPN Brasil    | SportsCenter       | Apresentadora |       |
| 2012 - 2019 | ESPN Brasil    | ESPN Bola de Prata | Apresentadora | [ 7 ] |

## Títulos
- Campeonato Brasileiro de Snowboard[5] - 1999[6], 2000[6], 2001[6], 2002[5], 2003[5]